# Lissolongichneumon
Lissolongichneumon is een geslacht van insecten uit de orde vliesvleugeligen (Hymenoptera) en de familie Ichneumonidae.

## Soorten
- L. aculeatus Heinrich, 1968
- L. capensis Heinrich, 1968
- L. carbops Heinrich, 1968
- L. dorsopictus Heinrich, 1968
- L. mesomelas Heinrich, 1968
- L. nigrofrontalis Heinrich, 1968
- L. paulofuscus Heinrich, 1968
- L. politior Heinrich, 1968